# Asami Kanai
Asami Kanai (Kanagawa, 21 agosto 1984) è un'attrice e pianista giapponese.

## Biografia
Figlia di genitori benestanti residenti a Tokyo, in una bella casa scampata alle tecnologie ingombranti dell'odierno Giappone, Asami Kanai cresce bella e talentuosa.
Nasce a Tokyo nell'agosto del 1984, sotto gli occhi di tutti e senza sapere che sarebbe diventata una delle più versatili e ricercate giovani star del Sol Levante. Studia fin dall'età di cinque anni balletto classico e danza moderna, sviluppando grande passione e talento per l'Hip-Hop e il Break-Dance, ma anche molta versatilità e determinazione nelle piroette artistiche della danza classica.
Ballerina provetta e bellissima ragazza, dallo sguardo intenso e affascinante, viene notata subito e quindi scelta come sponsor per una rivista di moda. La sua faccia e il suo corpo sono mostrati a tutto il Giappone, che resta incantato dalla sua folgorante bellezza. Approfittando del momento di notorietà capitatole si esibisce in diretta da Tokyo in vari e splendidi pezzi classici.
Ottiene, in una sola serata milioni di fan, impazziti e abbagliati dal grande fascino e dal suo stile indimenticabile di ballare e muoversi.
Asami diventa così una delle più fortunate ragazze del mondo: trova lavoro a soli 17 anni e diventa una grande star, tra le più pagate per il suo grande talento, paragonabile a quello di Eri Ishikawa (con cui lavorerà in seguito) e Chiaki Kuriyama, anch'ella modella e attrice di prestigio.

## Carriera nella moda
Scelta all'età di 16 anni per posare su una rivista al femminile vestendo abiti retro, Asami Kanai diventa in breve una bambina prodigio, una stella nascente del fascino e della moda artistica, pagata e adorata in tutta l'Asia.
Lavora altre dieci volte per più riviste, sponsorizzazioni, spot pubblicitari e cartelli pubblicitari.
Diventa un volto noto, ma ancora non del tutto acquisito nella mente dei giapponesi.

## Carriera nel ballo
Cosciente del fatto che non è ancora famosa a sufficienza, corona il suo sogno di fama e prestigio ballando Hip-Hop e Break-Dance, ma viene osannata dopo le sue interpretazioni classiche.
Con moda e ballo Kanai diventa amatissima e ricercata, a tal punto da diventare la "Shirley Temple" della moda e della danza.
Diventata lucente e pagata, Asami crede di poter arrivare ancora più in alto e decide di darsi anche al cinema.

## Carriera nel cinema
Kanai si presenta ai provini del cult-movie Battle Royale, di Kinji Fukasaku, serando di ottenere il ruolo della femme fatale Mitsuko Soma, che però verrà assegnato ad un'altra ragazza prodigio, già cantante e anch'essa modella, Kou Shibasaki. Per Takako Chigusa verrà invece scelta Chiaki Kuriyama, per Yuki Utsumi Eri Ishikawa e per Kayoko Kotohiki Takayo Mimura. Non si scoraggia e riesce comunque ad avere una parte di contorno, quella di Chisato Matsui, ragazza matura e introspettiva ma codarda e senza sangue freddo.
Chisato è la ragazza numero 19 e nel film sa cucinare molto bene.
Quando la sua compagna, Yuka Nakagawa, mangia un suo delizioso piatto di spaghetti sobe e muore per avvelenamento dopo aver rigurgitato sangue, la prima indiziata è proprio Chisato, che nega la sua colpevolezza (giustamente, poiché l'artefice del grave accaduto è stata Yuko Sakaki) ma accusa ingiustamente Haruka Tanizawa per discolparsi dalle voci false dell'isterismo generale. le ragazze incominciano a litigare ferocemente e la discussione finirà nel sangue. Per ironia della sorte, l'unica sopravvissuta alla strage sarà proprio Yuko Sakaki. Chisato viene colpita con un mitra dalla sua compagna Satomi Noda, più e più volte. Cade dunque a terra e muore.
Per questo cammeo comunque importante, Asami viene conosciuta anche al di fuori del suo paese e dal suo continente. 
Non a sufficienza comunque in Italia, che le ha riservato pochi onori.
Finora questo è il suo unico lavoro cinematografico.

## Carriera nella musica
Asami è tuttora meglio conosciuta per la sua grande abilità con il pianoforte, strumento che ha sempre amato.

## Curiosità
Asami ha una grande vena artistica, ed è molto brava nel disegno e nella pittura.